# Svinaře (zámek)
Zámek ve Svinařích, malé obci v okrese Beroun, je barokní stavba z druhé poloviny 18. století. Součástí zámeckého areálu je rozsáhlý park a hospodářský dvůr s dalšími budovami. Zámek, sýpka a park jsou chráněny jako kulturní památka České republiky. Po letech chátrání prochází areál od roku 2003 rekonstrukcí.

## Historie
Na místě zámku původně stála zemanská tvrz, snad již ve 14. století. Patřila pánům ze Svinař, ale majitelé většinou sídlili jinde a tvrz nepoužívaná k bydlení zpustla v 16. století. Zámek nechal postavit roku 1766 Antonín Maschek z Maasburgu – zároveň se zámkem vznikl i zámecký park. V držení tohoto rodu zůstaly Svinaře do roku 1815. Během 19. století se zde vystřídalo více majitelů (Jan Nádherný, Antonín Jan Oppelt, manželé Brožovi). 
V letech 1863–1900 patřil velkostatek Svinaře s hospodářskými dvory Lhotka a Halouny Bachofenům z Echtu.Klemens Bachofen (1819–1886) dal zámek stavebně upravit a spolu s bratrem Karlem Adolfem podnikal v cukrovarnictví. Po jeho smrti zdědila panství vdova Malvína († 1893), jejich svobodný syn, JUDr. Karel Bachofen (1854-1909)je asi po roce 1900 prodal. 
Max Kahler, majitel zámku po roce 1900, byl významný podnikatel v cukrovarnictví, také zastával funkci ředitele České banky Union nebo prezidenta Pražské burzy; v roce 1911 byl povýšen do rytířského stavu (Ritter von Kahler). V roce 1921 bylo Kahlerům svinařské zboží zabaveno v rámci pozemkové reformy, ale v roce 1925 jim bylo opět vráceno. Jeden z Maxových synů, Eugen von Kahler, byl expresionistický malíř, mezi jehož přátele, kteří za ním do Svinař jezdili, patřili např. Max Brod, Franz Werfel či Willi Nowak.
Zámek zůstal ve vlastnictví židovské rodiny Kahlerů do druhé světové války, kdy museli před nacisty uprchnout; zámek převzalo gestapo. V roce 1945 přešel do národní správy, v roce 1950 byl přidělen podniku Cementárny Beroun. Zámecká budova byla upravena na byty, hospodářské budovy využívalo zemědělské družstvo a později státní statek, objekty nebyly udržovány a chátraly. V roce 1990 byl zámek převeden na soukromou společnost Reality s.r.o., devastace však pokračovala. Zámek, který je od roku 1965 kulturní památkou, se dostal na seznam ohrožených památek. V roce 2003 koupil areál Jiří Nosek, jehož rod hospodařil ve Svinařích již od 17. století, a zahájil postupnou rekonstrukci.
Nový majitel vyčistil a dále upravuje park. Jeden čas v parku fungovala zahradně-důlní železnice (s důlními vozíky). V letech 2004-2013 se vždy v červnu v parku konala setkání kovářů a příbuzných řemesel nazvaná Svinařské řetězení, poté byla akce přesunuta do nedaleké Litně a dostala název "Kováři v Litni". S postupující rekonstrukcí se rozšiřuje využití dalších prostor zámku i ke kulturním a společenským akcím. Bylo otevřeno bistro a kavárna, galerie zřízená v bývalé sýpce hostila v létě 2018 výstavu „Keltská svatba a jiné vzpomínky“. U příležitosti zahájení této výstavy zde 4. srpna 2018 proběhla oslava keltského svátku Lughnasadhu. Zámek se nabízí i k pořádání svatebních obřadů a firemních akcí.

## Architektura
Původní zámek byl jednoduchá patrová budova se středním rizalitem. Z doby založení zámku pochází polygonální věžička s korouhví s nápisem „AMV 1766“ zakončující střechu. Koncem 19. století rozšířili tehdejší majitelé zámek na jižní straně a přistavěli na severu provozní budovu. Z této doby pochází současná fasáda zámku a arkýř na jihozápadním nároží, který rovněž zdobí korouhev, tentokrát s nápisem „BvE 1890“. Do zámku se vchází z obdélného dvora, který obklopují hospodářské budovy. Východně navazuje další hospodářský dvůr. Nad hlavním vchodem do zámku je erb Maschků z Maasburgu. Do severní budovy se dá vstoupit z parku dvěma oblouky arkády. Nad arkádou se nachází erb rodiny Bachofenů.
Poblíž vstupu do zámeckého areálu stojí barokní socha sv. Jana Nepomuckého. Dnes jde o kopii, autorem původní sochy byl významný sochař Václav Prachner.